# Powiat raciborski (1945–1975)
Powiat raciborski w latach 1945–1975 – dawny polski powiat z siedzibą w Raciborzu, funkcjonujący w latach 1945–1975. W latach 1945–1950 wchodził w skład województwa śląskiego, a w latach 1950–1975 województwa opolskiego. Był kontynuatorem dawnego niemieckiego powiatu.

## Historia
W 1945 roku, pod koniec II wojny światowej, nacierająca od wschodu Armia Czerwona zajęła Racibórz (30–31 marca) i teren obecnego powiatu raciborskiego (do 1 maja). W związku z przesunięciem granic Niemiec na Odrę i Nysę Łużycką dawny powiat pod niemiecką administracją przestał istnieć, na jego bazie utworzono nową jednostkę podlegającą polskim organom samorządowym. Powrócono do granic niemieckiego powiatu z okresu międzywojennego. Zajęty w konsekwencji układu monachijskiego z 1938 roku kraik hulczyński został zwrócony Czechosłowacji, do nowego powiatu nie wcielono również wschodnich terenów dołączonych do niego po wybuchu II wojny światowej. Zanim jednak powiat przejęli Polacy, władzę administracyjną nad nim sprawowała sowiecka Komendantura Wojenna.

### Komendantura sowiecka
Dowództwo sowieckie po zajęciu Raciborza (30–31 marca 1945 roku) utworzyło w nim Komendanturę Wojenną, która obejmowała powiat w jego granicach z lat 1922–1938. Komendantura podlegała Komendanturze Okręgowej w Katowicach, jej samej zaś podlegały komendantury terenowe rozlokowane po całym powiecie. Siedziba komendantury znajdowała się w budynku Zakładu Głuchoniemych. Na jej czele stał wojenny komendant miasta Racibórz, którym był podpułkownik Niedoriezow. Komendantura sprawowała de facto władzę administracyjną. Przekazanie władzy polskiej administracji nad prawobrzeżną częścią powiatu odbyło się 18 maja 1945 roku. Pozostałą część oddano Polakom niecały miesiąc później, 12 czerwca.

### Pierwsze lata po ustanowieniu polskiej administracji
Pierwsza polska 40-osobowa delegacja, na czele z Ludwikiem Koperczakiem powołanym na stanowisko starosty przybyła do Raciborza 9 maja 1945 roku. Sowiecka administracja zwlekała z przekazaniem władzy, do którego częściowo doszło 18 maja, kiedy to w ręce Polaków oddano prawobrzeżną część powiatu, w której polskie władze zorganizowały trzy gminy zbiorowe z siedzibami w Markowicach, Kuźni Raciborskiej i Rudach. Pozostałą część powiatu przekazano Polakom 12 czerwca. 15 czerwca utworzono na przejętym terenie sześć kolejnych gmin z siedzibami w Krowiarkach (wówczas Krawarz Polski), Krzanowicach, Krzyżanowicach, Łubowicach, Pietrowicach Wielkich (wówczas Pietrowice) i Rudniku. 21 czerwca utworzono jeszcze gminę zbiorową w Chałupkach. Zwłoka w przekazaniu władzy przez sowiecką administrację częściowo wynikała z faktu, iż do terenów powiatu raciborskiego roszczenia miała Czechosłowacja. Nieoficjalnie zwłoka wynikała z chęci wywiezienia przez Rosjan jak największej ilości maszyn oraz sprzętu z miejscowych fabryk. Początkowo powiat był powiatem ziemskim i w jego skład wchodziło miasto Racibórz. Sytuacja ta uległa zmianie w 1948 roku, kiedy to na mocy decyzji Ministerstwa Administracji Publicznej i Ministerstwa Ziem Odzyskanych Racibórz formalnie stał się stał się powiatem grodzkim wydzielonym z powiatu raciborskiego. W praktyce jednak już od 1946 roku w zarządzie miejskim posługiwano się terminem miasta wydzielonego (według innego źródła, Racibórz stał się miastem wydzielonym z powiatu już w maju 1945 roku. Część referatów Zarządu Miejskiego (referat rolnictwa, biuro rolne, referat świadczeń rzeczowych i wydział przemysłowy) podlegało Wydziałowi Powiatowemu do czerwca 1946 roku, kiedy to nastąpił pełny podział funkcji administracyjnych miasta i powiatu).
Radę powiatu raciborskiego powołano 23 maja 1946 roku. Do tego czasu duże kompetencje posiadał starosta, którym jako pierwszy został Ludwik Koperczak. Pełnił on swoją funkcję od maja do sierpnia 1945 roku. Jego następcą był Edmund Grzeganek (pełnił swą funkcję w latach 1945–1947). Trzecim starostą, wybranym na stanowisko w 1947 roku był Stanisław Marchewka. Pozostał przy tej funkcji do 1950 roku, kiedy to zniesiono urząd starosty, zastępując go przez prezydium powiatowej rady narodowej, na czele którego stał przewodniczący.
Starostwo Powiatowe początkowo ulokowano w budynku mieszkalnym przy obecnym placu Bohaterów Westerplatte. W maju 1946 roku siedzibę przeniesiono do budynku Zakładu Głuchoniemych, który przejęto od komendantury sowieckiej. W 1953 roku siedzibą starostwa stała się dawna Willa Sobtzicków przy ulicy Drzymały (dziś mieści się tam Urząd Skarbowy).

### Dalsze losy do momentu likwidacji powiatu
W roku 1950, w wyniku podziału województwa śląskiego na opolskie i katowickie, powiat znalazł się w granicach województwa opolskiego. W tym samym roku przeprowadzono również reformę, w wyniku której stanowisko starosty zastąpiono czteroosobowym prezydium powiatowej rady narodowej, na czele z przewodniczącym. W 1954 roku zlikwidowano gminy, zastępując je gromadzkimi radami narodowymi skupiającymi po 2–3 wsie.
Pierwszym, który pełnił funkcję przewodniczącego prezydium powiatowej rady narodowej (w latach 1950–1951) był ostatni starosta, Stanisław Marchewka. Po nim kolejno byli to: Feliks Świerczak (1951), Augustyn Bytomski (1952–1954), Paweł Wilk (1954–1965), Wojciech Galdia (1965–1969) oraz Władysław Majcher (1969–1973). W 1973 roku przeprowadzono kolejną reformę, w wyniku której zlikwidowano prezydia rad narodowych. Do kierowania powiatem powołano naczelnika powiatu, którym został Czesław Wala. Pełnił on tę funkcję do roku 1975, w którym w wyniku reformy administracyjnej 1 lipca zlikwidowano w Polsce instytucję powiatu. Dopiero w 1990 roku utworzono Urząd Rejonowy, a 1 stycznia 1999 roku reaktywowano powiat raciborski.